# Айдын, Элиф Сыла
Элиф Сила Айдын (тур. Elif Sıla Aydın; род. 11 апреля 1996, Анкара) — турецкая гандболистка, играющая на позиции левой крайней. Выступает за клуб «Кастамону» из турецкой женской гандбольной лиги и за национальную сборную Турции.

## Биография
Элиф Сыла Айдын родилась в Анкаре 11 апреля 1996 года. После окончания средней школы она пошла на подготовительные курсы в спортивной академии Анкары, а в 2014 году поступила в университет Гази на программу по изучение физической культуры и спорта.

## Игровая карьера

### Клубная
Элиф Сыла Айдын выступала за клуб «Енимахалле» из Анкары. В выступлениях за клуб она приняла участие в матчах Кубка ЕГФ сезона 2014/2015, Кубка обладателей кубков сезона 2015/2016 и Лиги чемпионов среди женщин сезона 2015/2016.
В сезоне 2014/2015 она выиграла Кубок Турции 2015 в составе команды.
По состоянию на 2021 год выступает в клубе «Кастамону».

### Международная
Айдын вошла в состав женской сборной Турции по гандболу в октябре 2015 года. Она играла в отборочных матчах чемпионата Европы 2016 года. Также она приняла участие в отборочном турнире к чемпионату мира 2021 года, но сборная Турции уступила в стыковых матчах сборной России.